# Sainte-Hélène-sur-Isère
Sainte-Hélène-sur-Isère là một xã thuộc tỉnh Savoie trong vùng Auvergne-Rhône-Alpes ở đông nam nước Pháp.